# Berliner Unterwelten

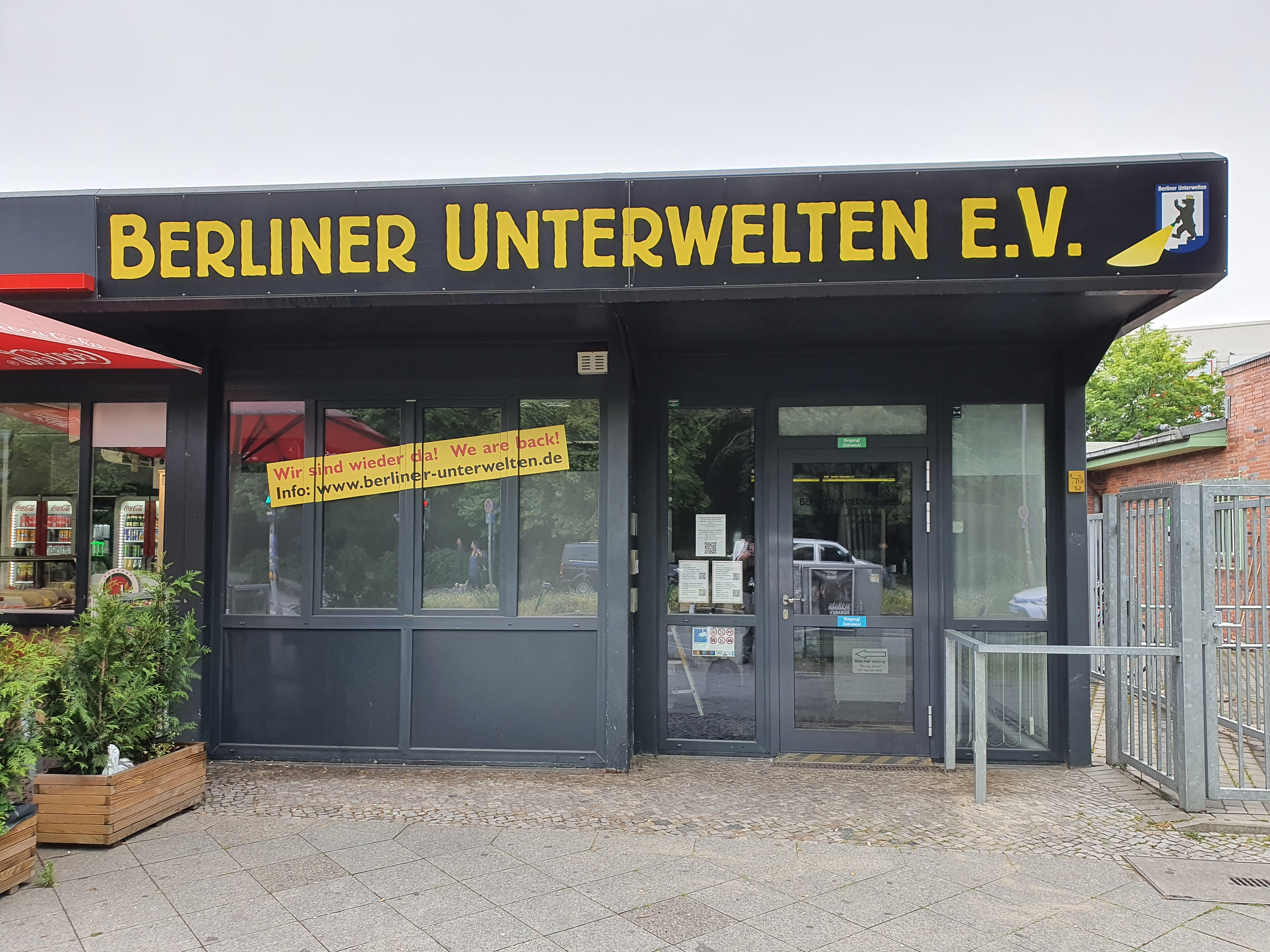
Info- und Buchshop des Berliner Unterwelten e. V.

Der gemeinnützige Verein Berliner Unterwelten e. V. erforscht und dokumentiert seit 1997 «die gebaute Berliner Unterwelt».
Dabei handelt es sich vorwiegend um unterirdische Bauwerke in Berlin, die nicht mehr genutzt werden, wie Bunker, größere Kellerräume, Tunnel (darunter auch Versorgungs- und Entsorgungstunnel und Fluchttunnel).
Die Vereinsmitglieder führen auch Reparaturen und Wiederherstellungs- und Wartungsarbeiten selbst aus, und der Verein sorgt dafür, dass die Bauwerke unter Denkmalschutz gestellt und neu benutzt werden. Er macht die Ergebnisse seiner Tätigkeiten der Öffentlichkeit bekannt, z. B. durch den Betrieb eines Museums in einem wiederhergestellten und angemieteten Bunker, durch Sonderausstellungen, durch Vorträge, durch Führungen durch die Bauwerke und durch weitere Maßnahmen.

## Geschichte
Der Verein ist 1997 als ein Zusammenschluss von Menschen aus den unterschiedlichsten Berufsgruppen gegründet worden, um zu verhindern, dass weitere Bunkeranlagen durch den nach der deutschen Wiedervereinigung eingesetzten Bauboom in Berlin zerstört oder verfüllt werden. Die denkmalgeschützten Orte werden im Rahmen von Touren für die Öffentlichkeit zugänglich gemacht. Die thematischen Schwerpunkte liegen hierbei auf der Zeit der Industrialisierung, der Weimarer Republik, des Zweiten Weltkriegs, der Nachkriegszeit und des Kalten Krieges. Neben den Touren bietet der Verein Geschichtsvermittlung durch Ausstellungen, Bildungsseminare, Fachvorträge, Publikationen, Schulprojekte, die Aufstellung von Gedenk- und Informationstafeln und Events, wie die Lange Nacht der Unterwelten an.
An die Öffentlichkeit wandte sich der Verein mit einer Presseerklärung am 23. Juli 1997, um gegen Zerstörung und Verfüllung des „völlig intakten U-Bahn-Bauwerkes“ Mühlendammtunnel zu demonstrieren, wodurch jegliche Nutzung für die Zukunft zunichtegemacht wurde. Am 5. Dezember 1997 erfolgte die Eintragung ins Vereinsregister. Am 21. Januar 1998 war in der Bunkeranlage Blochplatz in Wedding die erste fachöffentliche Vorstellung und Diskussionsveranstaltung des Vereins. Die erste öffentliche Vorstellung mit etwa 700 Besucherinnen und Besuchern war am 24. Januar 1998 im Hochbunker Pallasstraße in Schöneberg.

„Wir waren fast alle Berlinerinnen und Berliner und alle an der Geschichte der Stadt interessiert. Vom Historiker über den LKW-Fahrer bis hin zum Fotografen und Werkzeugmeister war alles dabei – eine bunte Mischung.“

Nach etwas mehr als einem Jahr des Vereinsbestehens berichtete am 9. August 1998 die New York Times über den Verein und seine Aktivitäten, bereits davor erschienen Artikel in der Zeit und der FAZ, was dem Verein viel Zulauf brachte: Von 2.000 Besuchern im ersten Jahr bis auf fast 17.000 mit über 130 Mitgliedern im Jahr 2002.
Am 17. Mai 1999 erhielt der Verein die Anerkennung der Gemeinnützigkeit durch das Finanzamt für Körperschaften. Die erste öffentliche Tour durch die Bunkeranlagen im U-Bahnhof Gesundbrunnen erfolgte 1999 im Rahmen der Aktion „Berlin – Offene Stadt“.
Die ZDF-Reportage Berliner Unterwelten – Von Nazi-Bunkern und Räuberhöhlen (2001) liefert ein Porträt über den Verein und einige seiner Mitglieder. Beim Film Der Untergang (2004) waren Mitglieder des Vereins an umfangreichen Beratungen im Vorfeld und während der Produktion beteiligt. So konnte beispielsweise der Führerbunker auf Grundlage von Forschungsergebnisse des Vereins im Maßstab 1:1 originalgetreu als Kulisse nachgebaut werden. Vereinsmitglieder waren am Fernsehfilm Speer und Er (2005) beteiligt. Der Tigerenten Club besuchte am 18. Mai 2005 das Unterwelten-Museum und den Flakturm im Volkspark Humboldthain. Am 10. November 2010 konnte der millionste Besucher begrüßt werden, am 19. Februar 2015 der Zweimillionste.
Der Verein brachte am 8. Juni 2006 eine Informationstafel am historischen Ort des Führerbunkers an, die es bis dato nicht gab, um einer Mythenbildung und nostalgischen Verklärung aktiv entgegenzuwirken.
Der Deutsche Kulturrat nahm den Verein im November 2020 in Die Rote Liste 2.0 auf und stufte den Fortbestand des Vereins wegen der durch die COVID-19-Pandemie bedingten Einschränkungen und die damit einhergehenden finanziellen Einbußen als gefährdet ein. Eine Vielzahl an Spenden, Mietpatenschaften, anderen Zuwendungen (beispielsweise die Reduzierung oder Aussetzung der Miete sowie eine Förderung aus einem Zuschussprogramm des Landes Berlin) und staatlichen Förderungen halfen dem Verein. 2020 entstand im Rahmen der Pandemie das vereinsinterne RADIO UNTERWELTEN, dass von Vereinsmitgliedern ehrenamtlich betreut wird. Am 14. Februar 2021 fand die erste öffentliche virtuelle Tour mit 360°-Aufnahmen, verschiedenem Archivmaterial und Live-Guide über die Plattform Zoom Video Communications statt. Seit dem 12. Juni 2021 sind Führungen unter den Coronabestimmungen wieder möglich. Auch dank staatlicher Corona-Hilfen und Kurzarbeitergeld konnte die Krise überwunden werden. Der Verein arbeitet seit dem Frühjahr 2022 wieder kostendeckend und finanziert all seine Projekte wie zuvor aus eigenen Mitteln. Am 25. Juni 2022 feierte der Verein sein 25-jähriges Bestehen in der Wartehalle des ehemaligen Nordbahnhofs.
Nach den pandemiebedingten Schließungen der Anlagen für öffentliche Führungen vereinbarte man in der Folge mit dem 1994 gegründeten Förderverein Nürnberger Felsengänge (auch: Nürnberger Unterwelten) eine Kooperationsvereinbarung zur gegenseitigen Ergänzung und Unterstützung. Im Januar 2023 erfolgte im Zuge dessen eine gemeinsame Erforschung bislang unbekannter Bierkeller, Felsengänge und Wasserstollen in Nürnberg.
Im Jahr 2023 war der Verein Arbeitgeber für mehr als 125 Mitarbeiter und hat über 540 Vereinsmitglieder (Stand: Januar 2024).

## Denkmalschutz

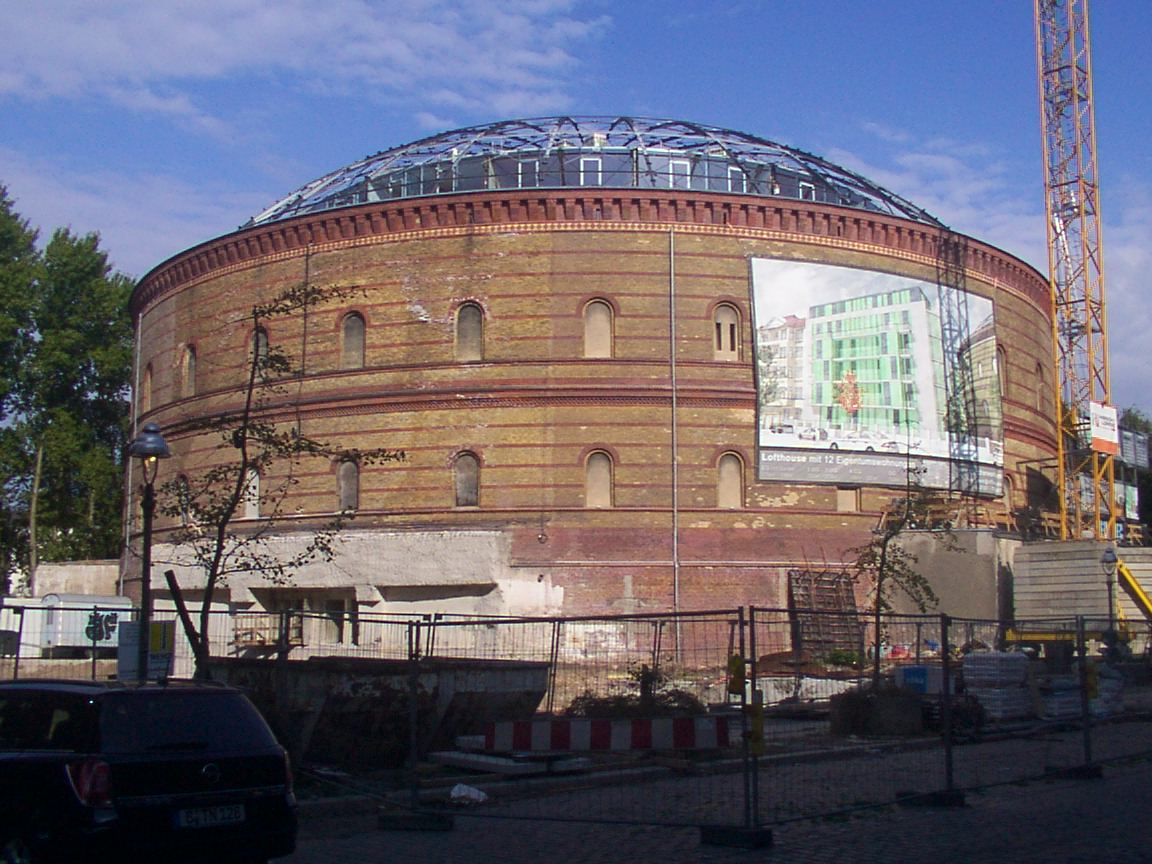
Fichtebunker in Berlin-Kreuzberg

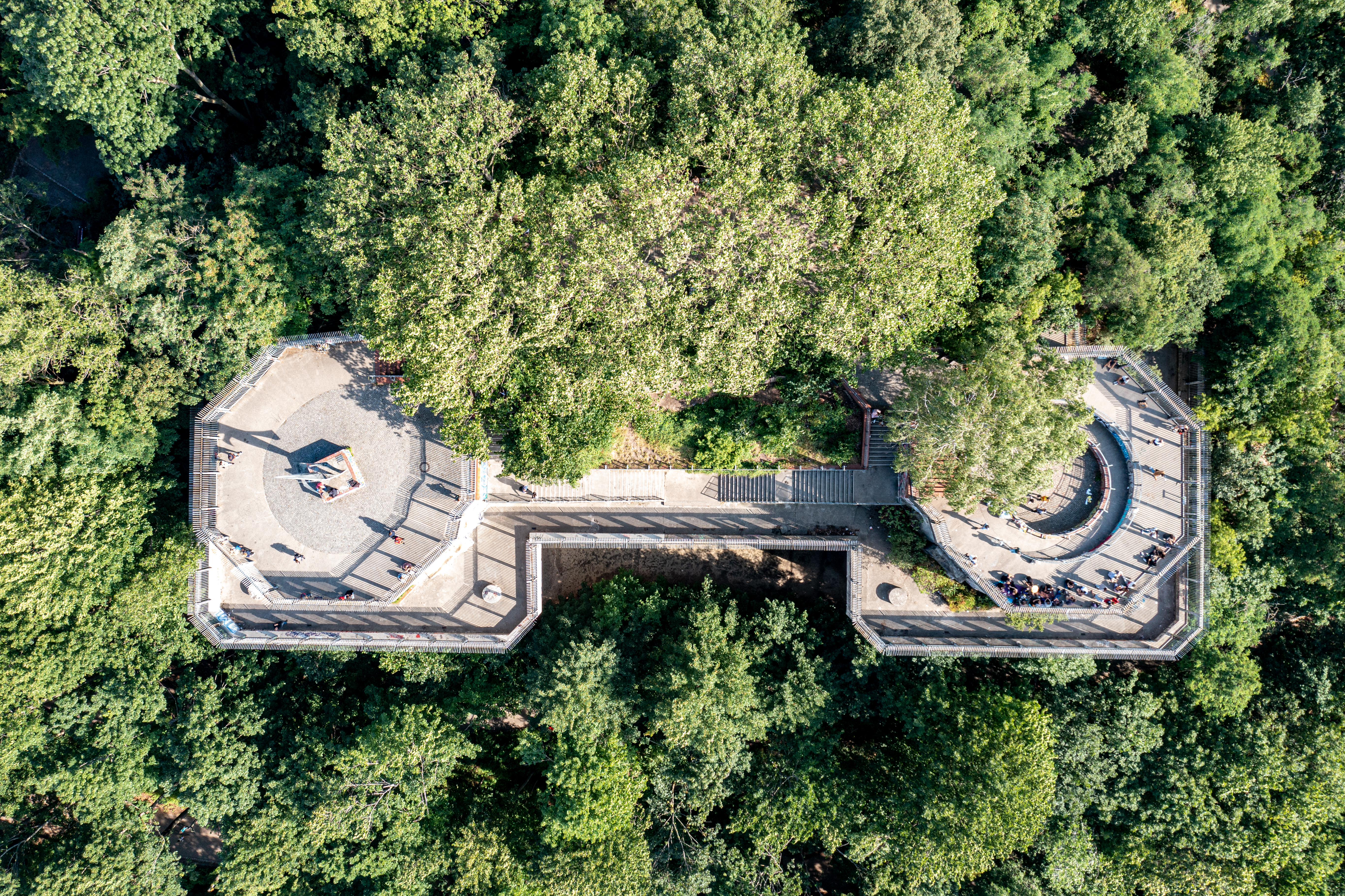
Flakturm im Volkspark Humboldthain

Der Berliner Unterwelten e. V. setzt sich für die Unterschutzstellung historischer unter- und oberirdischer Bauten ein. Er ist an zwölf Standorten aktiv, folgende Denkmäler werden im Rahmen von Touren, Ausstellungen und Veranstaltungen der Öffentlichkeit zugänglich gemacht (Stand: 2023).
- Operationsbunker Teichstraße
- Zivilschutzanlage Pankstraße
- Zivilschutzanlage Blochplatz
- Flakturmruine Humboldthain
- Mutter-Kind-Bunker Humboldthain
- Luftschutzanlage U-Bahnhof Gesundbrunnen
- AEG-Versuchstunnel
- Tunnel und Bunker Dresdener Straße
- Fichtebunker

Der Verein hat für die ehemalige unterirdische Toilette an der Behmstraße, die Brauereigewölbe (Oswald Berliner Brauerei) in der Brunnenstraße und die ehemalige Toilette am Zeughaus einen Antrag auf Denkmalschutz gestellt (Stand: 2023).
Im Jahr 2000 übernahm der Verein die Betreuung der Zivilschutzanlage unter dem Blochplatz am Humboldthain – einer Hinterlassenschaft des Kalten Krieges. Die mit Trümmerschutt übererdete Ruine des Flakturms im Volkspark Humboldthain ist von Mitgliedern des Vereins wieder zum Teil zugänglich gemacht worden, am 4. April 2004 kam es zur ersten öffentlichen Führung. Des Weiteren wurde unter Begleitung des ZDF ein Zugang zum mit Trümmerschutt überdeckten Flakturm im Volkspark Friedrichshain vom Verein freigelegt und das Bunkerinnere erkundet.

## Touren
Die historischen Orte, die durch Touren für die Öffentlichkeit zugänglich sind, zeugen von der wechselvollen Stadtgeschichte Berlins. Die thematischen Schwerpunkte liegen hierbei von der Zeit der Industrialisierung bis zur deutschen Teilung. Der Schwerpunkt liegt wegen der Vielzahl noch vorhandener Bauwerke auf dem Thema Ziviler Luftschutz des Zweiten Weltkriegs. Die Vereinsmitglieder widmen sich aber auch Anlagen ohne militärischen Hintergrund, beispielsweise der Kanalisation, der innerstädtischen Rohrpost, unterirdischen Brauerei-Relikten oder unvollendeten U-Bahnhöfen.
Die baulichen Anlagen werden im Rahmen von verschiedenen Besichtigungstouren in verschiedenen Sprachen (Deutsch, Englisch, Französisch, Italienisch, Dänisch, Niederländisch und Spanisch) mehrmals täglich zugänglich gemacht. Einige Besichtigungstouren sind zusätzlich digital verfügbar.

### Angebotene Touren
Aktuell (Stand: Mai 2024) werden acht öffentliche Führungen und drei Sonderführungen angeboten:

#### Öffentliche Führungen
- Tour 1: Dunkle Welten
- Tour 2: Vom Flakturm zum Trümmerberg
- Tour 3: Bunker, U-Bahn, Kalter Krieg
- Tour A: Der AEG-Tunnel
- Tour D: Tunnel und Bunker Dresdener Straße
- Tour F: Geschichtsspeicher Fichtebunker
- Tour M: Unterirdisch in die Freiheit
- Tour O: Operationsbunker Teichstraße

#### Sonderführungen
- Tour E: Humboldthain Extrem
- Tour F/T: Fichtebunker Techniktour
- Tour HS: Humboldthain Spezial

### Lange Nacht der Unterwelten
Seit 2015 organisiert der Verein die Lange Nacht der Unterwelten, in der die Besucher alle Standorte erkunden können. Zur dritten Langen Nacht der Unterwelten 2023 wurden über rund 2500 Besucher gezählt.

### Artenschutz
Seit April 2004 führen Referenten durch das Innere der Flakturmruine im Volkspark Humboldthain. Durch das Räumen des Flakturms wurde ein Winterquartier für Fledermäuse ausgebaut, das an Bedeutung für die Tiere immer mehr zunimmt. Das jährliche Monitoring im Winterquartier Flakturm Humboldthain ergab 2022 einen sichtbaren Bestand von 16 Tieren. Es wurden die Arten Wasserfledermaus, Fransenfledermaus und Großes Mausohr festgestellt. Seit 2001/2002 wurden bei der jährlichen Zählung zwischen vier und 52 Fledermäuse gezählt. Bei den bestehenden Gebäudestrukturen kann allerdings von einem weitaus größeren Bestand ausgegangen werden, denn es ist lediglich ein Bruchteil des Bestands bei den Begehungen sichtbar. Von Oktober bis April ist der Tourenbetrieb ausgesetzt, um die Fledermäuse nicht in ihrem Winterschlaf zu stören.

## Berliner Unterwelten-Museum
Die einstige Schutzanlage unter dem Südausgang des U-Bahnhofs Gesundbrunnen, die der Verein seit dem 1. März 1998 von den Berliner Verkehrsbetrieben (BVG) mietet, wurde durch ehrenamtlich geleistete Arbeitsstunden der Mitglieder zum Berliner Unterwelten-Museum ausgebaut. Das Museum kann im Rahmen der Tour 1 „Dunkle Welten“ besucht werden.

## Ausstellungen
Die Dauerausstellung Hitlers Pläne für Berlin: Mythos Germania – Vision und Verbrechen informiert über die Architektur und den Städtebau im Berlin der NS-Zeit und analysiert die ideologischen Zielsetzungen und verbrecherischen Konsequenzen. Albert Speers Planungen für Berlin waren keine Utopie, sondern ein konkretes Bauvorhaben.

„Als Hitlers Chefarchitekt und Generalbauinspektor für die Reichshauptstadt (GBI) entwarf er breite Achsen und Monumentalgebäude von enormen Dimensionen, die den Machtanspruch des NS-Systems demonstrieren sollten. Berlin hätte nicht mehr als Lebensraum gedient, sondern als Repräsentationsraum des Regimes. Für die Umsetzung der Pläne forderte und unterstützte Speer Vertreibungen, Deportationen und Zwangsarbeit. Die multimediale Ausstellung lädt die Besucherinnen und Besucher zur eigenständigen Erkundung des vielschichtigen Themas ein.“

Sonderausstellungen
Das Berliner S-Bahn-Museum zeigte in Kooperation mit dem Berliner Unterwelten e. V. von 2017 bis 2023 abwechselnd die Ausstellungen Die Nordsüd-S-Bahn. Berlins erste Eisenbahn im Untergrund und Kalter Krieg auf Schienen– die S-Bahn in West-Berlin 1961–1989 in einer ehemaligen unterirdischen Toilettenanlage aus den 1930er Jahren nahe dem S- und U-Bahnhof Gesundbrunnen.
Anlässlich des 30. Jahrestages des Mauerfalls zeigte das Berliner S-Bahn-Museum hier am 9. und 16. November 2019 zudem die Sonderausstellung Mauerfall 1989 – Berlin und Brandenburg grenzenlos mit Bahn und Bus.
Zum Tag der offenen Tür 2021 wurde im Garten der Hessischen Landesvertretung in Kooperation mit dem Verein eine Sonderausstellung zur Geschichte des Areals der Hessischen Landesvertretung und der Umgebung rund um den Potsdamer Platz aus der unterirdischen Perspektive gezeigt.

## Historische Sammlung und Bibliothek
Der Verein sammelt, bewahrt und erforscht eine Vielzahl an Exponaten, von denen ein Teil während den Touren gezeigt wird. Die museale Sammlung entstand in den 1990er Jahren, um die Anlagen mit authentischen Exponaten auszustatten und themenspezifische Inhalte zu vermitteln sowie die Objekte zu sichern. Die rund 3.000 Objekte gelangten durch Ankäufe, Schenkungen, Spenden und Leihgaben in die historische Sammlung. Die Sammlungsschwerpunkte sind Gegenstände der Alltagskultur, Militaria, Fotografien, Grafiken und Archivalien aus der Zeit des Zweiten Weltkriegs, der Nachkriegszeit, des Kalten Krieges und der Industrialisierung. Die meisten Exponate haben einen Bezug zum Berliner Untergrund und der unterirdischen Infrastruktur des 19. und 20. Jahrhunderts (Kanalisation, Rohrpost, Verkehrssystem, Tunnel, U-Bahn). Die Bibliothek beherbergt seit 2009 rund 4.000 Bücher, 100.000 Fotografien und Grafiken sowie 3.000 Archivalien, die von Vereinsmitgliedern und Forschern genutzt werden können.

## Bildungsseminare
Der Verein bietet seit 2002 Seminare für Interessierte, Schulklassen und Studierende an, die in vielen Bundesländern als Bildungsurlaub anerkannt sind. Die Bildungsseminare fokussieren sich auf die Stadtgeschichte Berlins von der Weimarer Republik bis zum Ende der deutschen Teilung. Zu 17 verschiedenen Themen, vor allem zu Nationalsozialismus, Nachkriegszeit, Industriearchitektur und städtischer Infrastruktur, vermitteln Experten ihr Wissen.

## Gedenk- und Informationstafeln
Der Verein engagiert sich in der Geschichts- und Gedenkkultur und konnte bisher 16 Informations- und Gedenktafeln im Stadtraum von Berlin realisieren (Stand 2023). Die Tafeln erinnern vor allem an Ereignisse der NS-Diktatur und der deutschen Teilung.

## Publikationen

### Edition Berliner Unterwelten
Seit dem Jahr 2010 veröffentlicht der Verein seine Forschungsergebnisse im eigenen Verlag Edition Berliner Unterwelten, die bis 2020 im Ch. Links Verlag erschienen sind und jetzt eigenständig publiziert werden.

### MagazinSchattenwelt
Die Vereinsschrift Schattenwelt – Magazin des Berliner Unterwelten e. V. erscheint seit 2000 bis zu viermal im Jahr und informiert die Vereinsmitglieder über aktuelle Projekte, Forschungsergebnisse und Vereinsaktivitäten.

## Auszeichnungen
National erlangte der Verein Anerkennung durch die Verleihung der Silbernen Halbkugel (Deutscher Preis für Denkmalschutz) an den Vorsitzenden des Vereins Dietmar Arnold und seinen Bruder Ingmar am 13. November 2006 in Weimar. Der Verein hat sich nach Aussage des Deutschen Nationalkomitees für Denkmalschutz um „die pionierhafte Erschließung und Vermittlung der denkmalwürdigen unterirdischen Berliner Bauwerke“ verdient gemacht. Am 24. Oktober 2012 ist dem Verein für die denkmalgerechte Wiederherrichtung und Erhaltung des OP-Bunkers in der Teichstraße der Bauherrenpreis des Bezirkes Reinickendorf von Berlin in der Kategorie Außergewöhnliche Initiativen überreicht worden. Am 1. Oktober 2018 erhielt Dietmar Arnold stellvertretend für den Verein den Verdienstorden des Landes Berlin für das bürgerschaftliche Engagement.